# テオドール・バリュー
テオドール・バリュー（Theodore Ballu、1817年6月8日 - 1885年5月22日）は、フランスの建築家。19世紀半ばの折衷主義全盛の中で、最も折衷的といわれる建築作品を残した。
エコール・デ・ボザール出身で、1840年にローマ大賞を受賞する。パリの規模が拡大する第二帝政期、国家が教会を庇護していた時代に、新しい教会が次々と建設される中で、財政の逼迫とともに建築分野で経済性の問題が重視され、1866年経済的な教会の建設方法をめぐって詰問される中、数多くの宗教建築を手がけている。あらゆる時代の詳細部を自由に用いた建築をつくりあげている。ひたすら詳細部の組み合わせに力を入れた作風は、すでに古典主義的理念から大いにはずれている。らしさの建築とも称される。

## 作品
- サンジェルマン・オーセロワ教会、ゴシックの鐘楼 パリ（1860年）
- トリニテ教会 ルネサンス系 パリ（1861年～1867年）
- サンタンブロワーズ教会 ロマネスクとゴシック パリ（1863年～1869年）
- パリ市庁舎（1874年～1882年）
- サン・ジョセフ教会 パリ（1874年）
- サンテスブリ新教教会 パリ（1862年）